# Келеця
Келеця (рум. Călățea) — село у повіті Біхор в Румунії. Входить до складу комуни Аштілеу.
Село розташоване на відстані 402 км на північний захід від Бухареста, 38 км на схід від Ораді, 93 км на захід від Клуж-Напоки.

## Населення
За даними перепису населення 2002 року у селі проживали 835 осіб, з них 833 особи (99,8%) румунів. Рідною мовою 834 особи (99,9%) назвали румунську.